# Brevipalpus adelos
Brevipalpus adelos är en spindeldjursart som beskrevs av Ahmad och Akbar 1984. Brevipalpus adelos ingår i släktet Brevipalpus och familjen Tenuipalpidae. Inga underarter finns listade.